# ドレミ楽譜出版社
ドレミ楽譜出版社（どれみがくふしゅっぱんしゃ）は、東京都豊島区高田に本社を置く楽譜や音楽関連図書の出版・販売を行う出版社。

## 業務内容
楽譜・音楽関連図書の出版・販売のほか、楽曲や楽譜の著作権（版権）管理、音楽関係マルチメディア商品の製作・販売も行っている。
日本音楽著作権協会（JASRAC）および日本楽譜出版協会に加盟している。
関連会社に自由現代社がある。

## 主な出版物

### 書籍
こども向けのピアノ教本からロックバンドのバンド・スコアまで、幅広い範囲にわたって楽譜を出版している。

### 雑誌
- 新・うたの大百科
- 月刊Songs（2018年11月15日発売の12月号をもって休刊）[1]

## その他
公式ウェブサイトには楽譜の読めない人を対象にした「楽譜の見方」というページがある。